# 平木久惠
平木 久惠（ひらき ひさえ）は、日本の雑誌編集者。『グランデひろしま』編集長。グリーンブリーズ代表取締役。神奈川県横浜市出身。関西学院大学卒。

## 来歴
広島県出身の夫が故郷へ帰るに伴い広島へ居住。イトーヨーカドー社員、デイリースポーツや中国新聞の外部記者を経て、2001年にグリーンブリーズを創業。印刷業を始める。
2013年より、「いいもの、いいこころを広島から」をコンセプトに、季刊誌『Grandeひろしま』の刊行を開始。

## 出演

### 過去の出演
- ひろしま満点ママ!!（テレビ新広島） - コメンテーター